# Биробиджанер штерн
«Биробиджа́нер Штерн» (идиш ביראָבידזשאנער שטערן‎, с идиш — «Биробиджанская звезда») — периодическое издание, выходящее на идиш и русском языке в Биробиджане Еврейской автономной области.
Старейшая национальная газета области, издаётся с октября 1930 года. Одно время была единственным в СССР средством массовой информации на идише.
С 1991 года большая часть материалов публикуется на русском языке. С января 2009 года две газеты области «Биробиджанер штерн» и «Биробиджанская звезда», а также областная типография объединились в «Издательский дом „Биробиджан“».

## История
В мае 1928 года было принято постановление Президиума ЦИК СССР о закреплении за КомЗЕТом (комитет по землеустройству еврейских трудящихся) для нужд сплошного заселения трудящимися евреями свободных земель в Приамурской полосе Дальневосточного края. 20 августа 1930 года ЦИК РСФСР принял постановление «Об образовании в составе Дальневосточного края Биро-Биджанского национального района».
Первые переселенцы начали прибывать на станцию Тихонькую в этом же году. Всего в течение 1928 года прибыло 856 человек. В дальнейшем численность переселенцев неуклонно возрастала как за счёт жителей СССР, так и иммигрантов. В начале 1930-х гг. около 1,4 тыс. еврейских иммигрантов прибыло в Биробиджан из-за рубежа: США, Аргентина, Европа, Эрец-Исраэль и другие страны и регионы мира. Пика своей численности еврейское население области достигло в 1948 году — 28 тыс. человек, после чего постоянно снижалось.
Для удовлетворения нужд переселенцев, многие из которых говорили только на идише, было принято решение о выпуске национальной газеты. Для организации полиграфической базы первому редактору газеты Янкелю Левину было разрешено обратиться за помощью к еврейской диаспоре в г. Харбине, где в то время издавались газеты на идише. Полученное из Китая полиграфическое оборудование и шрифты стали частью основы создания газеты.
В первое время газета издавалась три раза в неделю, тираж составлял 2000 экземпляров. Первым редактором газеты являлся Генех Казакевич. Его сын, Эммануил, известный советский писатель и лауреат двух Сталинских премий второй степени, также работал в газете литсотрудником в середине 1930-х годов.
Постановлением ВЦИКа от 7 мая 1934 года Еврейский национальный район, получил статус Еврейской автономной области. «Биробиджанер штерн» получила статус областной газеты. Был увеличен тираж до 4000 экземпляров, газета стала выходить пять раз в неделю.
В годы Великой Отечественной войны «Биробиджанер штерн» являлась частью газеты «Биробиджанская звезда». С мая 1945 года опять начала издаваться как отдельное самостоятельное издание.

### Послевоенный период
В первые годы после войны и вплоть до смерти Сталина в стране активно развивалось антисемитское движение. В связи с проводимой государственной внутренней политикой в области уничтожались книги на идише, были закрыты еврейские школы, театр. Часть сотрудников «Биробиджанер штерн» были арестованы во главе с редактором Борисом Миллером, членом Союза писателей СССР.
Самый продолжительный период, почти тридцать лет, газету возглавлял Наум Абрамович Корчминский, за свою работу в газете удостоенный звания «Заслуженный работник культуры РСФСР». Наум Корчминский пришёл в «Штерн» в 1955 году в возрасте 33 лет. До этого он успел повоевать на Дальневосточном фронте и поработать директором областной библиотеки. При нём газета привлекла внимание высшего партийного руководства страны, и специальным постановлением её объём был увеличен до четырёх страниц формата «Правды».
Главной проблемой редакции стала нехватка кадров со знанием идиша из-за ассимиляции и ликвидации среднего и высшего образования на языке, в частности, подготовки еврейских журналистов.
Поиском сотрудников занялись партийные органы: к работе привлекали людей, закончивших хотя бы несколько классов еврейской школы, умеющих писать, читать и говорить на идише. Благодаря этому в газете появились Фаина Пасманик, Абрам Гольдмахер, Аркадий Куперман. Тогда же при Хабаровской высшей партийной школе организовали специальный курс, где начали готовить новые кадры для газеты. После его окончания в редакцию пришли Олег Стысис, Борис Кушнир, Иосиф Бренер. Несколько молодых сотрудников были направлены на учёбу в Москву.
С конца 1980-х годов началось пробуждение интереса к еврейской культуре. Редактором газеты в то время являлся Леонид Школьник, известный еврейский журналист и переводчик.
В честь своего 50-летия газета в 1980 году была награждена орденом «Знак Почёта».
Сокращение числа владеющих идишем в 1970—1980 годах двадцатого века как среди читателей, так и среди авторов газеты вынудило «Биробиджанер Штерн», начиная с 1992 года, помимо идиша часть страниц выпускать на русском языке. Вкладка на идише в газете «Биробиджанер Штерн» уменьшилась до 1 — 3 полос.

## Современное состояние
В настоящее время «Биробиджанер штерн» дотируется из областного бюджета и выходит тиражом 600 экземпляров один раз в неделю (по средам) объёмом 20 полос. Газета несколько сократила освещение социально-экономической, политической и культурной жизни области и страны, хотя этим темам посвящается большая часть издания, включая многие материалы на идише, и больше сосредоточилась на общей еврейской тематике. В каждом номере значительное число полос газеты знакомят читателей с культурой, историческими и религиозными традициями еврейского народа, а также с историческими материалами еврейского заселения области. При этом, поскольку публикуемые материалы на еврейские темы часто связаны с историей и культурой евреев СССР, особенно ЕАО, они составляют интегральную часть советской и российской, а также дальневосточной и областной истории, отличаются редким для еврейской прессы локальным характером. Число полос на идише составляет 2-4, зачастую публикуются литературные переводы как с идиша на русский, так и с русского или иных языков на идиш (например, с эвенкийского), встречаются нередко и двуязычные рассказы, публикуемые параллельно на двух языках сразу, которые могут послужить учебным материалом в изучении идиша. Традиция подобных двуязычных текстов восходит к распространенной с самого зарождения газеты советской практике переводов (в том числе и авторских) литературы народов СССР.
Редактором газеты является Е. И. Сарашевская, которая также является одним из авторов еженедельной программы «Идишкайт» на телевидении ГТРК «Бира». На 2024 год, кроме редактора, непосредственно в редакции газеты нет журналистов, свободно владеющих идишем, однако с ней сотрудничают знающие этот язык еврейские писатели и журналисты, живущие в России, США, Израиле и других странах мира, в частности, Борис Сандлер, Йоэль Матвеев и др. В сотрудничестве с газетой в Биробиджане было издано несколько книг на идише и с параллельным переводом на русский язык, в частности «Самоучитель», тематические материалы по изучению языка, книги для детей.
Большинство читателей газеты читают её через интернет-сайт с возможностью бесплатного скачивания.
В октябре 2020 года газета отпраздновала своё 90-летие: памятная дата была включена в перечень мероприятий правительства Еврейской автономной области. Был выпущен специальный юбилейный номер газеты, содержащий ряд уникальных исторических материалов.